# Las dos majestades
Las dos majestades es un cuadro realizado por el pintor francés Jean-Léon Gérôme en 1883. Este óleo sobre lienzo presenta un león sentado de perfil sobre un promontorio rocoso que domina el vasto desierto, de cara al sol poniente. Representa así al rey de los animales frente al astro rey, a caballo entre la pintura animalista y la de paisaje. La obra se encuentra en el Museo de Arte de Milwaukee, en Milwaukee, Wisconsin, Estados Unidos.

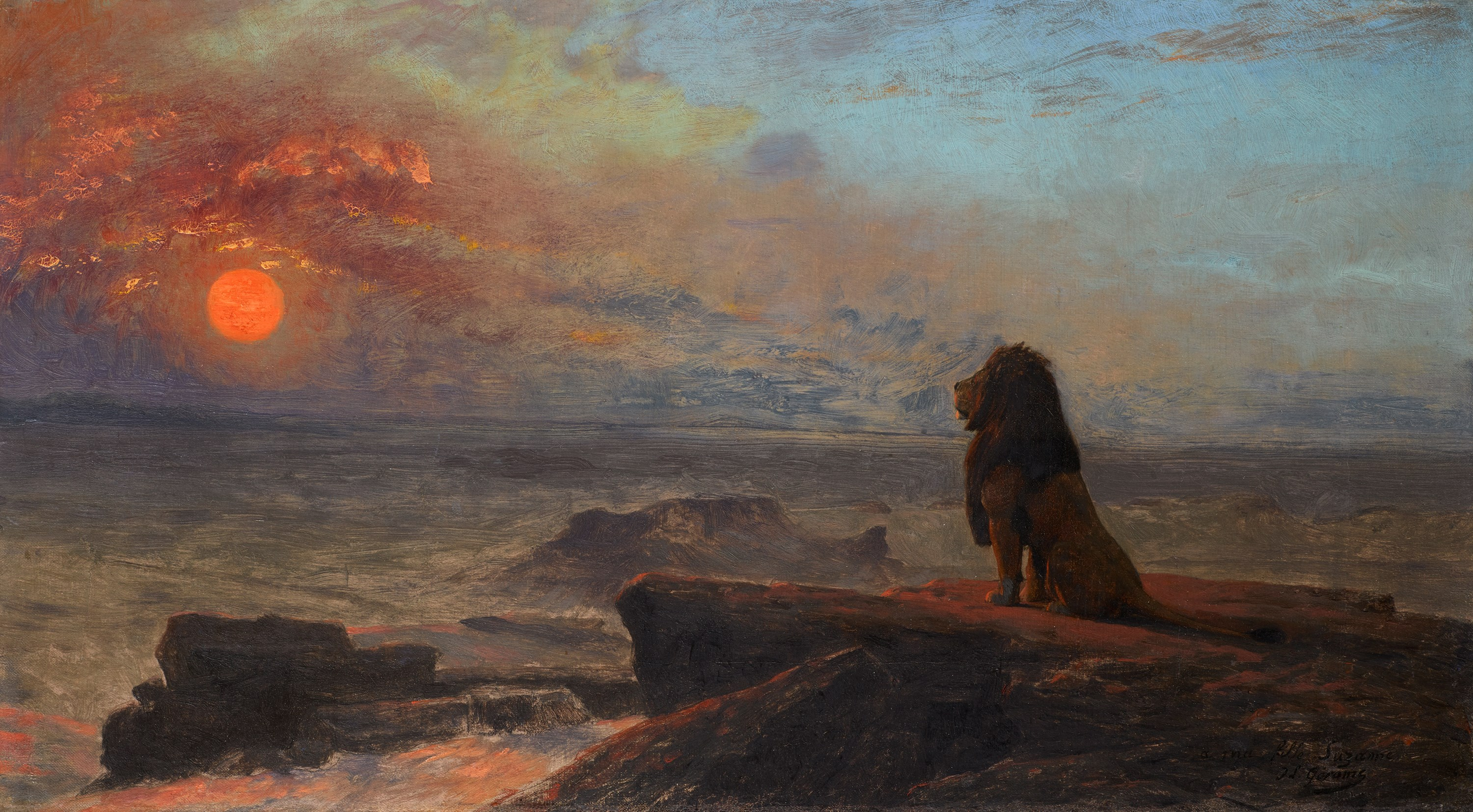
Estudio previo.